# Ulrich Grünsleder
Ulrich Grünsleder, auch Ulrich Grünleder (* in Vohenstrauß; † 1. April 1421 in Regensburg) war ein deutscher Priester und Anhänger von Jan Hus.

## Leben
Grünsleder studierte Theologie in Prag und lernte hier die Schriften von Jan Hus kennen, die ihn überzeugten. Er wurde in Regensburg zum Priester geweiht und war Kaplan an der dortigen Aha-Kirche. Er übersetzte mehrere Schriften von Hus ins Deutsche und verbreitete sie. Deshalb ließ ihn Bischof Albert III. am 25. Mai 1420 im Regensburger Dom verhaften. Grünsleder bekannte sich offen als Anhänger des Husitismus und wurde daraufhin auf dem Scheiterhaufen verbrannt.